# Castelletto Merli
Pour les articles homonymes, voir Merli.
Castelletto Merli est une commune de la province d'Alexandrie dans le Piémont en Italie.

## Administration
| Période                                  | Période  | Identité       | Étiquette    | Qualité |
| ---------------------------------------- | -------- | -------------- | ------------ | ------- |
| 14 juin 2004                             | En cours | Gianni Clerici | Lista Civica |         |
| Les données manquantes sont à compléter. |          |                |              |         |

### Hameaux
Perno Inferiore, Guazzolo, Case Bertana, Sogliano, Godio, Perno Superiore, Borgo San Giuseppe, Cosso, Terfengo, Terfengato, Valle, Costamezzana

### Communes limitrophes
Alfiano Natta, Cerrina Monferrato, Mombello Monferrato, Moncalvo, Odalengo Piccolo, Ponzano Monferrato

### Évolution démographique
Habitants recensés